# 701 v.Chr.
Het jaar 701 v.Chr. is een jaartal volgens de christelijke jaartelling.

## Gebeurtenissen

### Egypte
- Farao Shebitku verslaat in de Slag bij Eltekh de Assyriërs en verijdelt de inname van Jeruzalem.

### Assyrië
- Koning Sanherib onderwerpt Juda en verovert de Fenicische havensteden Byblos en Sidon.
- Sanherib verwoest Ekron en neemt als oorlogsbuit paarden, muilezels en kamelen mee naar huis.
- Sanherib belegert Jeruzalem, maar door een epidemie moeten de Assyriërs zich terugtrekken.
- Koesjieten weren Assyriërs van Jeruzalem af

### Libanon
- Koning Lulê van Sidon wordt gedwongen naar Cyprus te vluchten.